# Marko Kon

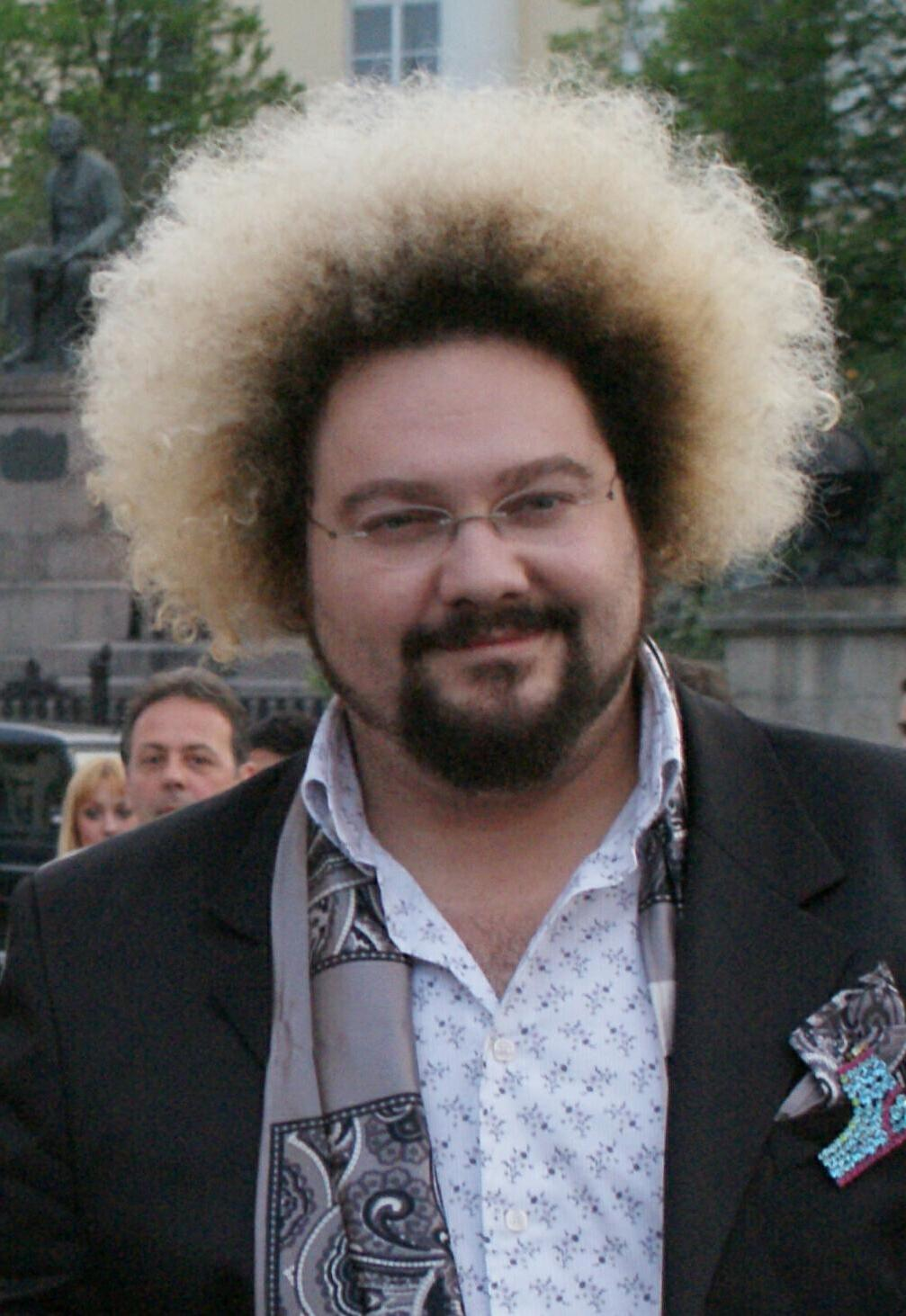
Marko Kon.

Marko Kon es un cantante serbio nacido el 20 de abril de 1972.
Junto a Milaan, representó a Serbia en el Festival de Eurovisión 2009. en Moscú, con la canción "Cipela". Actuaron en la cuarta posición en la segunda semifinal de Eurovisión 2009.
Estuvo en una banda musical que él mismo fundó cuando tenía once años. Tocaba el clarinete, flauta, saxofón, guitarra, bajo y batería.
Marko Kon es el autor de numerosas canciones del grupo Александром Копцем. En el sitio oficial "Evropesme" que se describe como "uno de los más exitosos grupos en Serbia". Es el productor de Zauvijek Volim Te, de Stefan Filipović, que representó a Montenegro en Eurovisión 2008 , en Belgrado.